# Mucor inaequisporus
Mucor inaequisporus är en svampart som beskrevs av Dade 1937. Mucor inaequisporus ingår i släktet Mucor och familjen Mucoraceae.   Inga underarter finns listade i Catalogue of Life.